# Cushing (Nebraska)
Cushing est un village du comté de Howard, dans l'État du Nebraska, aux États-Unis. En 2020, il comptait une population de 37 habitants.